# Église Saint-Étienne de Chalmaison
Pour les articles homonymes, voir Église Saint-Étienne et Saint-Étienne (homonymie).
L'église Saint-Étienne est une église catholique située à Chalmaison, en France.

## Localisation
L'église est située dans le département français de Seine-et-Marne, sur la commune de Chalmaison.

## Historique
L'édifice est classé au titre des monuments historiques en 1930.
Comme en témoignent la grandeur de son territoire et les vestiges archéologiques, la paroisse pourrait dater de l’époque carolingienne. Jusque dans la première moitié du XIIe siècle, elle dépend de l’évêché de Sens, puis du diocèse de Meaux après la Révolution. Le patronage de cette église est donné à l’abbaye Saint-Jacques de Provins  en 1160. Des chanoines réguliers augustins y fondent un prieuré qui durera jusqu'à la Révolution.
Au XXIe siècle, l'abside de l'édifice et la chapelle sud ont subi deux campagnes de restauration.
L'église a été restaurée sous la direction de Jacques Moulin ; les travaux ont permis de retrouver des éléments de polychromie sur les chapiteaux et de rouvrir une porte médiévale qui était murée. Deux verrières, œuvres du maître verrier Gilles Rousvoal (ateliers Duchemin), ont été installées en 2008 dans la chapelle méridionale (chapelle de la Vierge) et commémorent l'action de l'abbé Ménardais .

## Mobilier
Le mobilier classé compte 59 "objets".

### Tableaux et peintures
- Peinture à l'huile sur toile représentant saint Roch en pied de trois-quarts, en prière sur fond de paysage (partie centrale de la structure d’un retable)[3] ;
- Peinture sur bois d’un Christ bénissant, portant  un globe, sur fond de paysage (porte du tabernacle )[4] ;
- Peinture à l'huile sur toile d’un Christ en croix (Bras gauche du transept)[5] ;
- Tableau représentant l’Assomption ; peinture à l'huile sur toile (bras droit du transept, au-dessus de la porte)[6] ;
- Tableau de la Vierge de miséricorde, en pied, de face, refuge des pêcheurs ; peinture à l'huile sur toile (partie centrale de la structure du retable)[7] ;
- Tableau représentant la lapidation de saint Étienne  ; peinture à l'huile sur toile (retable)[8] ;
- Tableau d’un diacre en pied, de face, portant un livre ; peinture à l'huile sur toile (partie sommitale du retable)[9].

### Autels, retables et tabernacles
- Retable de la Vierge en bois taillé et mouluré, décor en bas-relief (chapelle de la Vierge, bras droit du transept)[10] ;
- Autel, retable, lambris de revêtement, tableau de la Lapidation de saint Étienne, tabernacle, clôture de chœur (maître-autel)  (chœur)[11] ;
- Autel latéral nord, tabernacle, retable et deux tableaux de saint Roch[12] ;
- Ensemble (autel, retable) (chœur)[13] ;
- Autel tombeau  (chœur)[14] ;
- Retable (chœur)[15] ;
- Retable de saint Roch (chapelle de Saint-Roch, bras gauche du transept)[16] ;
- Retable latéral sud de la Vierge, tabernacle et tableau du Refuge des pêcheurs (chapelle du bas-côté sud)[17] ;
- Tabernacle (chapelle de la Vierge, bas-côté sud)[18] ;
- Tabernacle (autel)[19] ;

### Sculptures
- Chapiteau à forme végétale (décor intérieur n° 3) (transept bras gauche)[20] ;
- Christ en croix en bois taillé et peint (transept bras gauche)[21] ;
- Bas-relief (fragment en pierre ) représentant la Résurrection du Christ et la Descente aux limbes[22] ;
- Bas-relief représentant la vision de saint Hubert[23] ;
- Bas-relief représentant la Résurrection (bras gauche du transept)[24]
- Chapiteau (décor intérieur n° 1) (transept, bras gauche)[25] ;
- Chapiteau (décor intérieur n° 2) (transept, bras droit)[26] ;
- Deux petites statues en bois, de saints non identifiés (retable),  Inscrit MH[27] ;
- Lutrin (transept)[28] ;
- Lutrin (transept)[29] ;

### Menuiseries
- Porte en bois taillé (façade ouest de la nef)[30] ;
- Bancs de fidèles en bois taillé (nef) [31] ;
- Lambris de revêtement du chœur en bois taillé et mouluré  (chœur et transept) [32] ;
- Chaire à prêcher (nef, côté droit)[33] ;
- Chaire à prêcher (entrée du chœur côté sud )[34] ;
- Confessionnal à trois loges, la loge centrale comprend une porte percée de deux ouvertures en arcs outrepassés.  Ensemble de dix-huit stalles, neuf au nord et neuf au sud, sans miséricordes (transept sud)[35] ;
- Stalles (18) en 2 groupes de 9, miséricordes, jouée (croisée du transept)[36] ;
- Clôture de chœur (transept sud)[37] ;
- Stalle, meuble qui semble d'éléments composites (mur ouest)[38] ;
- Clôture de chœur (chœur et transept)[39] ;
- Meuble de sacristie (sacristie)[40] ;
- Meuble de sacristie (sacristie)[41] ;

### Taille de pierre
- Dalle funéraire (n° 1) (transept, bras gauche, près de l'autel Saint-Roch) [42] ;
- Dalle funéraire (n° 2) (transept, bras gauche, près de l'autel Saint-Roch) [43] ;
- Dalle funéraire (n° 3) (transept)[44]
- Dalle funéraire (n° 4) (transept, Bras gauche)[45] ;
- Dalle funéraire (n° 5), de Françoise de Hangest (transept, bras gauche) [46] ;
- Dalle funéraire de Françoise de Hangest (dallage de la chapelle nord du transept)[47] ;
- Fonts baptismaux (cuve baptismale à infusion) (bras gauche du transept)[48] ;
- Fonts baptismaux (bas-côté nord)[49] ;
- Fragment de colonne et base, et objet non identifié (cuve) (bras gauche du transept)[50] ;

### Divers
- Lustre (transept sud)[51] ;
- Lustre (chœur)[52] ;
- 2 verrières représentant saint Éloi et saint Étienne (chœur, baies 1 et 2)[53] ;
- Trois bouquets de mariée dans un vase en porcelaine sous globe  (sur les autels secondaires)[54] ;
- Graduel de Paris (livre) (sacristie)[55] ;
- Livre liturgique antiphonaire de Paris (sacristie)[56] ;
- Cloche (clocher)[57] ;
- Lampe de sanctuaire (bras droit du transept)[58] ;
- Clôture de la table de communion (entrée du chœur)[59] ;
- Quatre reliefs en métal écrasés représentant quatre évangélistes (panneaux de la chaire )[60] ;